# الوسطى (نعمان)

تعديل مصدري - تعديل

الوسطى هي إحدى قرى عزلة الغول بمديرية نعمان التابعة لمحافظة البيضاء، بلغ تعداد سكانها 136 نسمة حسب تعداد اليمن لعام 2004.